# Benedikt Momme Nissen

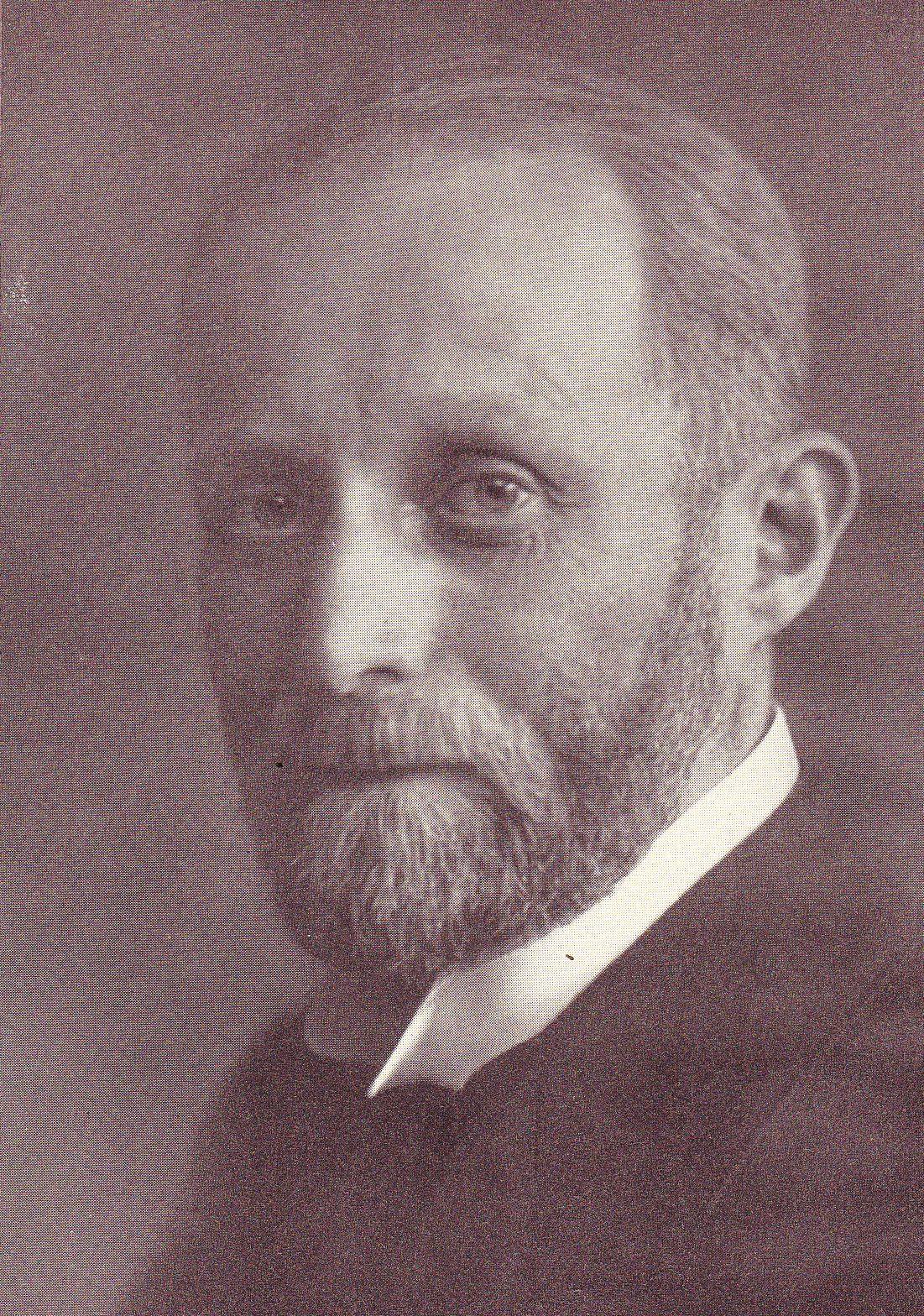
Benedikt Momme Nissen

Benedikt Momme Nissen (* 26. April 1870 in Deezbüll, Provinz Schleswig-Holstein; † 23. Juni 1943 in Ilanz, Graubünden) war ein deutscher Maler und Schriftsteller.

## Leben
Momme Nissen wuchs in Nordfriesland unter dem Eindruck seiner beiden malenden Onkel Carl Ludwig Jessen und Christian Jessen auf und entschloss sich, selbst Maler zu werden. Hans Peter Feddersen ermöglichte ihm den Zugang zur Weimarer Malerschule, die er 1886 bis 1889 besuchte. Es bildeten ihn dort Leopold Karl Walter Graf von Kalckreuth, Max Thedy und der Landschaftsmaler Theodor Hagen aus. 1891 begegnete Nissen dem Schriftsteller und Philosophen  Julius Langbehn, dessen Sekretär er wurde. Gleichzeitig begann er, für die Kunstzeitschriften „Der Lotse“ und im „Kunstwart“ zu schreiben.
Wie Langbehn im Februar 1900 konvertierte Nissen im Sommer 1901 zum Katholizismus. Seit 1902 wohnte er in München. Durch Vermittlung des Rottenburger Bischofs Paul Wilhelm von Keppler konnte er 1903 Papst Leo XIII. und durch Vermittlung des Kölner Kardinal-Erzbischofs Anton Fischer 1910 auch Pius X. porträtieren. 1914 zog er mit seiner inzwischen ebenfalls konvertierten Mutter nach Altötting, wo er 1922 Langbehns Rembrandt als Erzieher neu herausgab. Als Dominikaner seit 1916 hatte er den Ordensnamen Benediktus und wirkte unter anderem in Berlin-Hermsdorf und seit 1935 in Ilanz. Dort starb er 1943. Nissen war Mitglied im Hamburger Künstlerverein von 1832.
Beliebt sind Nissens Friesenbilder und Porträts, die u. a. im Ludwig-Nissen-Haus in Husum zu sehen sind. Seinen schriftstellerischen Nachlass bewahrt die Staats- und Universitätsbibliothek Hamburg auf. Ein anderer Teil des Nachlasses befindet sich im Archiv der Dominikanerprovinz Teutonia in Köln.
Das 1978 eröffnete Momme-Nissen-Haus auf Pellworm wurde nach Benedikt Momme Nissen benannt.

## Werke
- Dem Andenken an Paul Beckert. In: Die christliche Kunst. Monatsschrift für alle Gebiete der christlichen Kunst und Kunstwissenschaft in Verbindung mit der Deutschen Gesellschaft für christliche Kunst. 6. Heft, 1924. Hrsg. v. der Gesellschaft für christliche Kunst, München.
- Der Rembrandtdeutsche Julius Langbehn. Von seinem Freunde Benedikt Momme Nissen. Herder Verlagsbuchhandlung, Freiburg im Breisgau 1926.
- mit Julius Langbehn: Dürer als Führer. Vom Rembrandtdeutschen und seinem Gehilfen. Mit einem Brief von Hans Thoma. Verlag Josef Müller, München 1928.
- Die Kunst Rembrandts. Bilderbuch zu Rembrandt als Erzieher. Verlag Josef Müller, München 1929.
- Julius Langbehn, Benedikt Momme Nissen: Der Geist des Ganzen. Herder Verlagsbuchhandlung, Freiburg im Breisgau 1932.
- Kultur der Seele. Priester, Denker, Künstler in Kirche und Volk. Verlag Herder, Freiburg im Breisgau 1935.
- Zeige was du glaubst. Ilanz 1936. (Als Manuskript in der Staats- und Universitätsbibliothek Hamburg)
- Wie ein Deutscher zu Christus kam. Der Weg des Rembrandt-Deutschen Julius Langbehn. Paulusverlag, Recklinghausen 1937.
- Meine Seele in der Welt. Bekenntnisbuch vom Maler und Predigerbruder Benedikt Momme Nissen. Herder Verlagsbuchhandlung, Freiburg im Breisgau 1940.
- Die eine Kirche. Benziger Verlag, Einsiedeln 1943.
- Meine Seele im Reiche Gottes. Bekenntnisbuch 2. Teil von Pater Benedikt Momme Nissen OP, als Manuskript gedruckt. Hrsg. v. Antonio Gayen. Selbstverlag Antonio Gayen, Hamburg 1975.

Weiteres:
- Friedrich Bendixen: Briefe an Momme Nissen 1904-1916 (Teil 1). Mit Einleitung v. Wolf Stubbe. Gesellschaft der Bücherfreunde, Hamburg 1969. (138 S.)
- Momme Nissen, Friedrich und Grete Bendixen: Neu entdeckte Briefe von Momme Nissen, Friedrich und Grete Bendixen. 1909-1929. Einleitung von Wolf Stubbe (= Teil 2). Gesellschaft der Bücherfreunde, Hamburg 1969. (59 S.)
- Julius Langbehn: Rembrandt als Erzieher. Von einem Deutschen. Einführung von Benedikt Momme Nissen. Verlag C. L. Hirschfeld, Leipzig 1925.
- Julius Langbehn: Der Geist des Ganzen. Zum Buch geformt [und mit einem Nachwort] von Benedikt Momme Nissen. Herder Verlagsbuchhandlung, Freiburg 1930.
- Liane von Gentzkow: Die Gesandtin Gottes: St. Elisabeth von Thüringen. Geleitwort von Benedikt Momme Nissen. B. Behrs Verlag u. Verlag Friedrich Feddersen, Berlin/Leipzig 1931.
- Langbehn-Briefe an Bischof Keppler. Mit einem Vorwort von Benedikt Momme Nissen. Herder Verlagsbuchhandlung, Freiburg im Breisgau 1937.
- Julius Langbehn: Langbehns Lieder. Wer liebt, singt nur von seiner Liebe. Geleitwort von Benedikt Momme Nissen. Verlag Josef Kösel u. Verlag Friedrich Pustet, München (ohne Jahr, nach 1945).